# موزايكا للتعليم
شركة موزايكا للتعليم هي شركة أمريكية، تعمل حاليًا على إدارة برامج خاصة بالمدارس الإبتدائية والمتوسطة والثانوية في 9 ولايات أمريكية، ومقاطعة كولومبيا، إضافة إلى دولتي الهند، والإمارات العربية المتحدة. وتأسست شركة موزايكا للتعليم عام 1997، وحصلت على شركة أدفانتيدج سكولز (Advantage Schools) عام 2001 وبدأت في وضع خطط للتوسع العالمي. ولقد قام النموذج الأكاديمي الخاص بشركة موزايكا للتعليم بتعليم ما يزيد عن 45.000 طالب في أكثر من 90 برنامجًا مدرسيًا. وتقع بؤرة اهتمام شركة موزايكا في تطوير برامج المدارس المستقلة التي تقوم بدمج المناهج النموذجية المثالية، وتقنية الفصول الحديثة والتعلم المصممة لنجاحات الطلاب الفردية. يقع المقر الرئيسي لشركة موزايكا للتعليم في مدينة نيويورك، وتقوم بتوظيف أكثر من 2.000 شخص.
وتلقت شركة موزايكا مؤخرًا اهتمام وسائل الإعلام بسبب سوء إدارتها لمدراس مقاطعة موسكيجون هايتس. ومدرستها في أتلانتا  a التي تعاني جميعها من مشكلات انضباطية خاصة بمستوى أقل من المتوسط من الأكاديميين وأيضًا أعلى من المتوسط وعدم رضا هيئة التدريس.
وفي شهر فبراير عام 2013، تم إجراء التحقيقات مع شركة موزايكا بسبب عمليات التوظيف غير القانونية لمدرسين غير معتمَدين بمدارسها في موسكيجون هايتس.
وتُعد الصورة التي تبدو ناشئة مقلقةً للغاية، مع وجود ادعاءات حديثة تعمل على تصوير موزايكا كما لو كانت شيئًا غير كونها منظمة إدارية تعليمية قانونية (EMO). وقد «نالت» الشركة عقودًا لافتتاح مدارس، ثم تحصيل الرسوم الإدارية أثناء ارتفاع ديون الشركة من خلال «الخدمات الإضافية» أو الارتياب في المشتريات العقارية. وعندما تقترن تلك الأنشطة بظهور التحصيل العلمي المنخفض للطلاب، يتم إخراج الشركة من الخدمة وتغييرها باستخدام الأرباح لملاحقة عقود أكثر.

## معلومات تاريخية
تأسست شركة موزايكا عام 1997 وقامت بإدارة 45 مدرسة — منها 36 مدرسة بالولايات المتحدة، وست مدارس في الخارج، ومدرستان إلكترونيتان.

## تقسيمات شركة موزايكا للتعليم
- شركة موزايكا للتعليم (الشركة الأم)
- ميركوري للتعليم الإلكتروني: تُعد شركة ميركوري للتعليم الإلكتروني برنامجًا تعليميًا إلكترونيًا متاحًا للطلاب على المستوى المحلي والعالمي. حيث يتفاعل الطلاب من خلال نظام إداري تعليمي إلكتروني، وقد يحق لهم الدخول إلى مركز التعليم المحلي للبحث عن إرشاد إضافي من المعلمين المؤهلين.
- التربويون العالميون: يبدو أنه لم يعد يوجد تربويون عالميون. ولم يتم تحديث الموقع الإلكتروني لما يزيد عن عام. حيث يوجد الشخصان المدرجان على قوائم الاتصالات في مؤسساتٍ أخرى الآن.
- موزايكا تيرن أراوند بارتنرز (Mosaica Turnaround Partners): موزايكا تيرن أراوند بارتنرز هي هيئة استشارية للمدارس ومناطق المدارس تقوم بمواجهة سلسلة واسعة من التحديات. وتساعد تيرن أراوند بارتنرز الإداريين بالمدارس لإنقاذ برامجها الأكاديمية من الفشل. وتستخدم تيرن أراوند بارتنرز التطور المهني، والبحث، والتتبّع لتحسين الإنجاز الأكاديمي للمدارس بالتركيز، بشكلٍ مسيطر، على الطلاب المعرضين للخطر.
- مدارس موزايك الأمريكية: مدارس موزايك الأمريكية هي مدارس خاصة دوليّة تقدم للأسر التي تعيش في الخارج تعليمًا أمريكيًا. وتوجد مدرستان تم افتتاحهما حديثًا في جورجاون وحيدر آباد بالهند ويُخطَط لافتتاح مدرسة ثالثة.[10]

تُعد مدرسة آبديت (Update) هي المدرسة الواقعة في جورجاون التي لم تقم موزايكا بتنفيذها بسبب انخفاض نسبة الملتحقين.

## المناهج النموذجية المثالية
من الاختلافات التي تحرزها شركة موزايكا للتعليم استخدام المنهج النموذجي المثالي الخاص بها بدلاً من الدراسات الاجتماعية التقليدية في جميع مدارسها تقريبًا. وقد قام بتصميم المنهج النموذجي المثالي وقتئذ المؤسس المشارك، زوجة مؤسس شركة موزايكا، جيني إيديلمان. ولقد تم انتقاد البرنامج لعدم إعداده الطلاب بشكلٍ كافِ لأداء أجزاء من الدراسات الاجتماعية للاختبارات الموحدة جيدًا. وقد قالت داون إيديلمان حول المنهج النموذجي المثالي «في وجود النهج الشامل، يسمح المنهج النموذجي المثالي لكل طالب بأن ينظر إلى النطاق الكامل للدرس وعدم الشعور بضغوط الاستذكار المكثفة. وبالقيام بذلك، يكون الطلاب قادرين على الاقتراب من المغزى الحقيقي للدرس، سواء في الرياضيات، أو العلوم، أو التاريخ، أو الفنون الجميلة.»

## الجوائز وشهادات التقدير
2000
- تسلمت داون إيديلمان المؤسس المساعد جائزة الشباب العشرة الأمريكيين البارزين (TOYA).

2003
- مجدد التعليم، وزارة التعليم الأمريكية.

2004
- الفوز بجائزة وسط المدينة 100 لمدة 4 سنوات على التوالي (2004–2007).
- واحدة من المدارس المستقلة البارزة في أمريكا (2004 و2007).

2005
- الشركة الأولى وسط المدينة 100.
- شركة 500/5000 في أعوام 2005، و2007، و2009.
- الفوز بجائزة وسط المدينة 100 لمدة 4 سنوات على التوالي (2004–2007).

2006
- الفوز بجائزة وسط المدينة 100 لمدة 4 سنوات على التوالي (2004–2007).

2007
- جائزة تأثير وسط المدينة (ICIC).
- أصحاب المشروع التعليمي للعام.
- الفوز بجائزة وسط المدينة 100 لمدة 4 سنوات على التوالي (2004–2007).
- واحدة من المدارس المستقلة البارزة في أمريكا (2004 و2007).

2010
- شهادة تقدير اتحاد ميتشجان للمدارس الأكاديمية الحكومية (MAPSA) لفنون بينغهام وجائزة التميز للمدرسة المستقلة لولاية ميشيغان.

2011
- فوز أكاديمية كولومبوس التحضيرية «مدرسة التميز بامتياز» بواسطة وزارة التعليم بولاية أوهايو. [11]

## وصلات خارجية
- Official Website